# Tim Robards
Tim Robards (Newcastle, New South Wales, 1 oktober 1982) is een Australisch acteur, chiropractor, model en tv-persoonlijkheid.

## Biografie
Robards werkte zeven jaar als chiropractor toen hij geselecteerd werd voor het eerste seizoen van The Bachelor Australia , waarin 25 dames naar zijn hand dongen. In de finale koos hij voor de advocate Anna Heinrich. Daarna verscheen hij nog geregeld op TV in programma’s als I'm a Celebrity...Get Me Out of Here!  of het vijftiende seizoen van Dancing with the Stars. In 2017 verloofde hij zich met Anna Heinrich en een jaar later trouwden ze waardoor ze het eerste koppel van The Bachelor Australia waren dat in het huwelijksbootje stapte.
In 2018 werd hij ook acteur toen hij gecast werd voor een gastrol van enkele weken in de populaire soap Neighbours, waarin hij de rijke zakenman Pierce Greyson speelde. Robards gaf later aan dat hij wel wilde verhuizen naar Melbourne en voltijds acteur worden. In februari 2019 keerde hij terug naar de set van Neighbours en kreeg nu een vaste rol in de serie. In augustus 2020 stopte hij een maand vroeger dan voorzien met de rol om terug naar Sydney te keren waar hij met zijn vrouw zijn eerste kind verwachtte. Zijn personage werd, hoewel het kort daarna uit de serie verdween nog gerecast.